# 高野敏行
高野 敏行（たかの としゆき、1949年 - ）は、日本の哲学者。専門はパスカルやドイツ観念論。第5代釧路公立大学学長。元公立大学協会北海道・東北地区協議会議長。

## 人物・経歴
北海道滝川市生まれ。1974年一橋大学大学院社会学研究科修士課程修了。指導教官鈴木秀勇。1985年一橋大学大学院社会学研究科博士後期課程満期退学。1988年に釧路公立大学が開設されると同大経済学部助教授に就任。1995年釧路公立大学経済学部教授。2008年釧路公立大学経済学部長。2010年釧路公立大学附属図書館長。2012年釧路公立大学学長。2020年任期満了退任。公立大学協会北海道・東北地区協議会議長、水産研究・教育機構北海道区水産研究所外部有識者、北海道生産性本部顧問、くしろ知域文化財団評議員等も務めた。専攻は、パスカルやドイツ観念論。大学では講義の受講生が多い人気教授として知られ、北海道中小企業同友会くしろ支部幹部大学でも教鞭を執った。